# واتس همفري
واتس همفري (بالإنجليزية: Watts Humphrey)‏ (و. 1927 – 2010 م) هو مهندس، وكاتب، وعالِم حاسب آلي من الولايات المتحدة الأمريكية . ولد في باتل كريك (ميشيغان) . وكان عضواً في رابطة مكائن الحوسبة .
توفي في ساراسوتا، عن عمر يناهز 83 عاماً.

## التعليم
تعلم في كلية بوث للأعمال، ومعهد إلينوي للتقنية

## مناصب وهيئات
أدار آي بي إم.

## جوائز
حصل على جوائز منها:
- قلادة العلوم الوطنية الأمريكية في مجال التكنولوجيا والإبتكار.